# Новоягодный (Доволенский район)
Новоягодный — упразднённый посёлок в Доволенском районе Новосибирской области России. На момент упразднения входил в состав Согорнского сельсовета. Исключен из учётных данных в 1968 году.

## География
Располагался в 3 км к северо-востоку от села Покровка.

## История
Посёлок был основан в 1920 году. В 1928 году состоял из 36 хозяйств. В административном отношении входил в состав Покровского сельсовета Индерского района Новосибирского округа Сибирского края.
С 1954 года, после объединения сельсоветов, в составе Согорнского.
Решением Новосибирского облисполкома в 1968 году посёлок исключен из учётных данных.

## Население
По переписи 1926 г. в посёлке проживал 201 человек (103 мужчин и 98 женщин), основное население — русские.